# Lois des degrés de sang

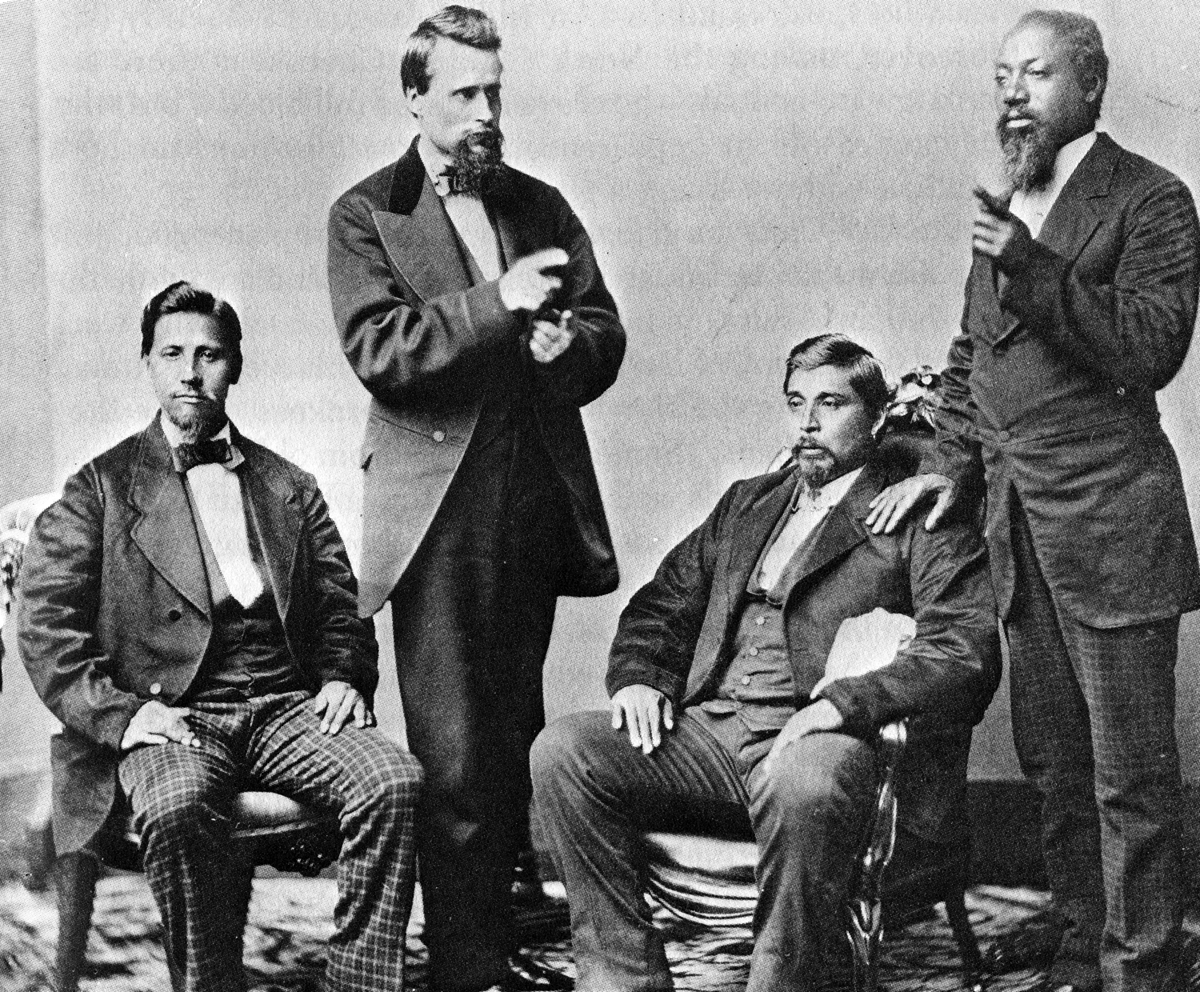
Personnes issues de la nation Muscogee (Creek) en Oklahoma en 1877, dont certains avec des ancêtres européens et africains

Les lois des degrés de sang (en anglais : Blood quantum laws) sont des lois qui ont été adoptées aux États-Unis et dans les ex-colonies pour définir la qualification d'Américain natif selon les ancêtres d'une personne, parfois en relation avec l'appartenance tribale. Ces lois ne prennent pas en compte l'adoption traditionnelle chez les Amérindiens, ainsi que la continuité culturelle tribale qui intègre totalement ces adoptés ainsi que les enfants métis.
Le degré de sang d'une personne est défini comme la proportion de ses ancêtres attestés comme Amérindiens « pur ». Par exemple, une personne qui a un parent amérindien et un qui n'a pas d'ascendance autochtone a un degré de sang d'un demi. Depuis le rétablissement de l'auto-détermination et l'affirmation de leur souveraineté, certaines tribus utilisent le degré de sang dans leurs exigences en matière d'adhésion ou d'inscription, souvent en combinaison avec d'autres critères. Par exemple, la nation omahas exige un degré de sang d'un quart minimum de sang natif pour l'inscription.
En 1705, la colonie de la Virginie a adopté des lois limitant les droits civiques des Amérindiens et des personnes ayant plus de la moitié de leur ascendance amérindienne. La notion de degré de sang n'a pas été largement appliquée par le gouvernement des États-Unis jusqu'à l'Indian reorganization Act de 1934. À l'époque, le gouvernement demandait à ces habitants d'avoir un certain degré de sang autochtone afin d'être reconnus en tant qu'Américain autochtone et pour être admissibles aux aides financières et autres bénéfices pour vente de terres.
Depuis cette époque cependant, les Indiens d’Amérique ont rétabli leurs propres gouvernements, en affirmant la souveraineté dans la définition de leurs propres règles tribales pour l'adhésion. Dans certains cas, un individu peut être considéré comme membre de la tribu, mais pas comme Amérindien bénéficiant des prestations fédérales, qui sont toujours définies par rapport au degré de sang. En ce début de XXIe siècle, quelques tribus ont durci leurs règles d'adhésion et exclu des personnes qui avaient déjà été considérées par le passé comme des membres à part entière, cela s'est produit notamment dans les nations Cherokee et Wampanoag.

## Origine
Les colons d'origine européenne ont conçu la Indian Blood law ou loi de degré de sang pour définir qui pourrait être classé comme Amérindien. La première loi fut adoptée en 1705 dans la Colonie de Virginie, afin de restreindre les droits civils des personnes ayant au moins la moitié de leur ascendance amérindienne. Aux 19 et 20e siècles, le gouvernement des États-Unis a considéré qu'il était nécessaire de clairement circonscrire la population amérindienne afin de limiter le cadre des  prestations fédérales ou rentes versées au titre des traités résultant de cessions de terre.
De nombreuses tribus amérindiennes n'utilisaient pas ces notions de degré de sang avant que le gouvernement fédéral ne l'introduise via l'Indian reorganization Act de 1934. Certaines tribus, comme la Nation Navajo, n'ont pas ratifiés ces lois avant les années 1950. Dans les situations de mariages entre tribus, en particulier celles installées à proximité les unes des autres, la loi fédérale oblige les individus à s'identifier comme appartenant à une seule tribu. Cette définition permet à l'état de les exclure de la population légalement reconnue, ces personnes n'ayant pas au moins la moitié de leurs ancêtres issus d'une même tribu. Dans l'ensemble, le nombre de membres inscrits a été réduit en raison de ces lois fédérales.
Pendant des décennies, les différentes tribus ont établi leurs propres exigences pour l'adhésion. Dans certains cas, ils excluaient des membres qui faisait depuis longtemps fait partie de la tribu en exigeant de documenter la descendance directe d'un Amérindien figurant sur de rouleau de Dawes, ou sur le recensement du début du vingtième siècle. Contrairement aux dispositions de l'Indian reorganization Act, beaucoup de tribus reconnaissent les membres dont les ascendants viennent d'autres tribus.
Chaque tribu reconnue au niveau fédéral a établi ses propres critères d'adhésion. Compte tenu des profits de certaines tribus, notamment venant des casinos et d'autres développements économiques, certaines ont durci leurs règles afin de limiter de nouvelles adhésions.
En 2007, la nation Cherokee a voté majoritairement l'exclusion des membres les Cherokee affranchis n'ayant pas d'ancêtres sur la liste des Cherokee de sang du rouleau de Dawes. Mais la cour suprême Cherokee a cassé cette décision et réintégré en 2005 ces membres. Après la Guerre de sécession, les États-Unis avaient demandé aux Cherokee et aux autres tribus indiennes qui avaient supporté la confédération de renouveler les traités. Cela les obligea notamment à affranchir leurs esclaves et à leur donner pleinement le droit d'adhésion à la tribu aux affranchis qui voulaient rester sur le territoire tribal. Les Cherokee affranchis, du fait de leur ancien statut d'esclave, n'avaient pas tous d'ascendance cherokee au moment de l'écriture du rouleau de Dawes, et d'autres avaient été enregistrés inexactement.
De même en 2000, la nation séminole d'Oklahoma a tenté d'exclure deux groupes de Séminoles affranchis afin de les exclure du règlement des revendications territoriales en Floride, où ces Séminoles affranchis avaient également été propriétaires de terres spoliées par le gouvernement américain,.
Depuis 1942, les Séminoles ont plusieurs fois tenté d'exclure les Séminoles noirs de la tribu. Les affranchis étaient listés séparément sur le rouleau de Dawes et ont subi la ségrégation dans l'Oklahoma. Plus récemment, les Séminoles refusèrent de partager avec eux les revenus du règlement des revendications territoriales du XXe siècle par le gouvernement des États-Unis. Le centre pour les droits constitutionnels a déposé un Mémoire d'amicus, pour défendre la cause des Séminoles noirs, et critiquer certains fonctionnaires du Bureau des affaires indiennes participant à cette discrimination en soutenant l'autonomie tribale en cas de poursuites. Par traité, après la guerre de Sécession, les Séminoles ont été forcés d'affranchir leurs esclaves et de leur octroyer les mêmes droits que les autres Amérindiens.

## Difficultés
Beaucoup d'Amérindiens ont adopté ce concept de « degré de sang ». Ces lois ont pourtant causé des problèmes dans des familles autochtones dont les membres n'ont pas été correctement, ou seulement partiellement enregistrés,,. Dans les pires cas, des familles entières ont été exclues de leurs tribus alors qu'elle n'avaient aucun ancêtre non natif.
À une époque, les gouvernements de certains États classèrent les métis issus d'ascendants afro-américaine et amérindiens uniquement comme Noirs, en grande partie en raison de la discrimination raciale liée à l'histoire de l'esclavage. Cette pratique était courante dans le sud après la reconstruction, quand la ségrégation était encore en vigueur : les individus étaient alors soit seulement blancs, soit « colorés » (les Amérindiens, dont certains étaient de race mixte, étaient inclus dans cette dernière désignation). Jusqu'en 1870 il n'y avait pas de classification distincte sur le recensement pour les Amérindiens.
Les Lumbees, un groupe  de gens de couleur libres vivant à la frontière de la Caroline du Nord, a obtenu sa reconnaissance par l'État comme indiens croatan en 1885,. Ce statut leur a permis d'établir un système scolaire pour leurs enfants distinct de celui pour les enfants d'affranchis.
La question de l'identité est complexe. Les chercheurs Paul Heinegg et Virginie DeMarce ont constaté que les ancêtres de 80 pour cent des gens de couleur libres entre 1790 et 1810 (y compris les personnes se réclamant d'ancêtres lumbees) recensés sur la frontière de la Caroline du Nord étaient les descendants de femmes européennes et d'hommes africains : ils étaient libres en Virginie coloniale du fait du statut de leur mère. Beaucoup de métis des zones frontalières s'identifiaient comme des Indiens, portugais ou arabes pour échapper aux restrictions raciales,.
En 1952, les indiens croatan adoptèrent le nom de umbee (du fait de leur installation à proximité de la rivière Lumbee). Ils ont réussi à se faire reconnaitre au niveau fédéral en 1956 comme une nation indienne ethnique, par une loi spéciale du congrès, mais qui ne leur accordait aucun bénéfice. Depuis, ils ont essayé d'obtenir une pleine reconnaissance fédérale, mais plusieurs autres tribus s'y sont opposées avec succès,.
Dans d'autres cas, du fait que les enfants métis étaient souvent élevés dans la culture amérindienne de leur mère mère, le gouvernement considérait ces enfants comme étant uniquement indiens. À l'époque, les seuls Occidentaux allant vers la frontière étaient les trappeurs, les marchands et les soldats, c'est-à-dire essentiellement des hommes ; de fait, les premiers métissages entre colons et indigènes se firent entre des Amérindiennes et des hommes européens, qui n'élevaient souvent pas leurs enfants ensuite.
Certains critiques soutiennent que la loi des degrés de sang a contribué à créer un racisme entre les membres d'une même tribu. L'historien Tony Seybert soutient c'est la raison pour laquelle certains membres des « cinq tribus civilisées » étaient esclavagistes. La majorité des propriétaires d'esclaves avaient une part d'ascendance européenne, ils pensaient  donc être d'un statut plus élevé que les Indiens « purs » et les personnes d'ascendance africaine,.
D'autres historiens disent que les Cherokee et d'autres tribus eurent des esclaves à la fois pour leur intérêt économique, mais aussi parce que cela faisait partie de la culture du grand Sud-Est. Ces tribus avaient aussi coutume de prendre des captifs de guerre, pour les garder comme esclaves, bien que leur situation différait de celle qui s'est développée ensuite dans les colonies du Sud.

### Tests d'ascendance par ADN
Aucune tribu reconnue au niveau fédéral n'accepte de membres uniquement sur la base de tests ADN, car cela ne permet pas de distinguer les tribus entre elles. Certaines tribus demandent toutefois des tests d'ADN uniquement pour établir une filiation avec d’autres membres reconnus. De nombreux chercheurs ont publié des articles appelant à la prudence quant aux tests d'ascendance par l'ADN, car ils ne peuvent pas répondre à toutes les questions sur le patrimoine génétique,.

De nombreux afro-américains croient qu'ils ont des ancêtres amérindiens. Dans la série de la chaine publique de télévision PBS African American Lives, dirigée par l'historien Henry Louis Gates Jr, des généticiens ont pourtant montré qu'un ADN ayant des éléments africains et amérindiens était relativement rare,. Gates résume ainsi les données :

« Seulement 5 % des Afro-américains ont au moins un huitième d'ascendance amérindienne (l'équivalent d'un arrière-grand-parent). D'autre part, près de 78 % des Afro-américains ont au moins un huitième ascendance européenne, et près de 20 % ont au moins un quart ascendance européenne (l'équivalent d'un grand-parent). »

L'historien Sherrel Wheeler Stewart affirme que la plupart des Afro-américains ont des ancêtres natifs.

## Application
Beaucoup de tribus amérindiennes continuent d'employer le degré de sang dans leurs lois tribales afin de déterminer qui est admissible à l'adhésion ou à la citoyenneté dans leur tribu ou nation. Elles demandent souvent un degré minimum et presque toujours un ancêtre répertorié dans un recensement tribal spécifique de la fin du XIXe siècle ou du début du XXe siècle. La bande orientale des Indiens Cherokee de Caroline du Nord, par exemple, requiert un ancêtre répertorié dans le recensement Baker de 1924 et un minimum d'un seizième de sang cherokee. La nation Cherokee exige des candidats qu'ils descendent d'un ancêtre inscrit sur le rouleau de Dawes, mais n'impose pas de degré minimum de sang. Le United Keetoowah Band requiert au moins un quart de sang.
D'autres tribus ne demandent de degré minimum de sang uniquement pour les membres de la tribu né hors de la réserve. Cette conception est comparable aux principes de jus soli et de jus sanguinis des lois de nationalité des états souverains.
Ci-dessous sont listés les seuil de degré de sang exigés par chaque trib reconnue au niveau fédéral :

### Tribus demandant un degré de sang d'un demi
(équivalent à un parent)
- Chippewa Cree, Montana[23]
- Kialegee Tribal Town[24]
- Mikasukis, Floride
- Mississippi Band of Choctaw Indians, Mississippi
- Sainte-Croix Chippewa Indians of Wisconsin
- Isleta, Nouveau-Mexique
- White Mountain Apache Tribe, Arizona
- Yomba Shoshone Tribe, Nevada[25]

### Tribus demandant un degré de sang d'un quart
(équivalent à un grand-parent)
- Absentee-Shawnee Tribe of Indians, Oklahoma[24]
- Ak-Chin Indian Community, Arizona[26]
- Blackfeet Tribe of the Blackfeet Indian Reservation of Montana[27]
- Cheyenne and Arapaho Tribes, Oklahoma[24]
- Confederated Tribes and Bands of the Yakama Nation, Washington
- Confederated Tribes of the Chehalis Reservation, Washington[28]
- Ho-Chunk Nation of Wisconsin[29] Wisconsin
- Hopi Tribe of Arizona
- Kickapoo Traditional Tribe of Texas[30]
- Kickapoo Tribe of Oklahoma, Oklahoma[24]
- Kiowa Tribe of Oklahoma, Oklahoma[24]
- Fort McDowell Yavapai Nation, Arizona
- Fort Peck Assiniboine and Sioux Tribes, Montana
- Navajo Nation, Arizona, Utah et Nouveau-Mexique
- Oneida Tribe of Indians, Wisconsin
- Pascua Yaqui Tribe, Arizona
- Penobscot Nation, Maine
- Prairie Band Potawatomi Nation, Kansas[31]
- Seminole Tribe of Florida, Florida
- Shoshone Tribe of the Wind River Reservation, Wyoming[32]
- Standing Rock Sioux Tribe, Dakota
- United Keetoowah Band of Cherokee Indians, Oklahoma[24]
- Utu Utu Gwaitu Paiute Tribe, California
- Yavapai-Prescott Tribe, Arizona
- Zuni Pueblo (Ashiwi), Nouveau-Mexique[33]

### Tribus demandant un degré de sang d'un huitième
(équivalent à un arrière-grand-parent)
- Agua Caliente Band of Cahuilla Indians, Californie[34]
- Apache Tribe of Oklahoma[24]
- Comanche Nation, Oklahoma[24]
- Nation Delaware, Oklahoma[24]
- Confédération des tribus de Siletz, Oregon
- Fort Sill Apache Tribe of Oklahoma
- Hooopa Valley Tribe of California
- Karuk Tribe of California
- Klamath Tribes, Oregon[35]
- Muckleshoot Indian Tribe of the Muckleshoot Reservation, Washington
- Northwestern Band of Shoshoni Nation of Utah (Washakie)
- Otoe-Missouria Tribe of Indians, Oklahoma[36]
- Pawnee Nation of Oklahoma[24]
- Ponca Nation, Oklahoma[24]
- Sac and Fox Nation, Oklahoma[24]
- Sac & Fox Nation of Missouri in Kansas and Nebraska
- Squaxin Island Tribe of the Squaxin Island Reservation, Washington
- Suquamish Indian Tribe of the Port Madison Reservation, Washington
- Three Affiliated Tribes of the Fort Berthold Reservation
- Upper Skagit Indian Tribe of Washington
- Yurok Tribe of California
- Wichita and Affiliated Tribes (Wichita, Keechi, Waco and Tawakonie)[24]

### Tribus demandant un degré de sang d'un seizième
(équivalent à un arrière-arrière-grand-parent)
- Caddo Nation[24]
- Confederated Tribes of the Grand Ronde Community of Oregon
- Confederated Tribes of Siletz Indians
- Eastern Band of Cherokee Indians, Caroline du Nord
- Fort Independence Indian Community of Paiute Indians of the Fort Independence Reservation, Californie[37]
- Fort Sill Apache Tribe[24]
- Iowa Tribe of Oklahoma[24]

### Tribu demandant un degré de sang d'un trente-deuxième
(équivalent à un arrière-arrière-arrière-grand-parent)
- Kaw Nation[38]

### Tribus déterminant l'adhésion par descendance directe
Ces tribus n'exige pas de degré minimum de sang, mais les membres doivent être en mesure de documenter leur ascendance à partir d'un membre inscrit sur le recensement tribal.

### Tribus déterminant l'adhésion par le degré de sang et la descendance directe
Ces tribus demandent à la fois un certain degré de sang et la descendance directe d'une personne inscrite sur le recensement tribal.
- Confederated Tribes of the Umatilla Indian Reservation – Depuis 1993, elle demande un quart d'ascendance de n'importe quelle tribu reconnue au niveau fédéral, et d'être enfant ou petit-enfant d'un membre[39]
- Little Traverse Bay Bands of Odawa Indians
- Little River Band of Ottawa Indians

## Prospective
Les populations amérindiennes ont considérablement augmenté au cours du XXe siècle. L'urbanisation et les mariages peuvent affecter leur avenir en tant que peuples spécifiques de zones géographiques. Les nations à forte exigence en degrés de sang devront probablement changer leurs règles si elles ne veulent pas voir leur population diminuer. Chaque tribu va traiter la question à sa manière, probablement selon la taille de sa réserve, l'urbanisation de sa population, son développement économique, l'étendue de renaissance culturelle, etc.